# Psylla praevia
Psylla praevia är en insektsart som beskrevs av Loginova 1964. Psylla praevia ingår i släktet Psylla och familjen rundbladloppor. Inga underarter finns listade i Catalogue of Life.